# 村重杏奈
村重 杏奈（むらしげ あんな、1998年〈平成10年〉7月29日 - ）は、日本のタレント、YouTuber、コメンテーターであり、女性アイドルグループHKT48の元メンバー、ならびにNMB48の元兼任メンバーである。
山口県玖珂郡和木町出身。TWIN PLANET所属。

## 略歴
2011年3月21日、12歳のとき、アクターズスクール広島（ASH）25期生による「ゆめタウン広島スカラシップ公開オーディション」グランプリに選出された。同年7月10日、13歳のとき、HKT48のオーディションに合格し1期生となる。その後、10月23日に西武ドームで開催された『「フライングゲット」発売記念全国握手会イベント「AKB48祭り powerd by AKB48 ネ申テレビ」』で、他のHKT48メンバーと一緒にお披露目され、同年11月26日のHKT48劇場杮落とし公演で劇場デビューした。
2012年3月4日、HKT48チームHが結成された際、正規メンバー16名の1人に選ばれた。8月17日、テレビドラマ『マジすか学園3』（テレビ東京）にHKT48から唯一出演を果たす。
2013年1月13日、大阪で開催された『R-1ぐらんぷり2013』の予選に、同じくバラエティー班の中西智代梨と個々に出場。当日、村重は2回戦で敗退となった。
2014年1月11日、HKT48九州コンサートツアー『九州7県ツアー〜可愛い子には旅をさせよ〜』の初日夜公演（iichikoグランシアタ、大分県大分市）アンコール出演時に、HKT48の「クラス替え」（チーム再編成）が発表され、村重を含むチームHメンバー8名が2014年春に新設されるチームKIVに異動となることとなった。2月24日、Zepp DiverCityで開催された「AKB48グループ大組閣祭り」にて、NMB48チームNとの兼任が発表される。4月30日、新チーム体制による初日を迎えたチームN 3rd Stage「ここにだって天使はいる」公演でNMB48の劇場公演に初出演。5月8日、チームKIV 1st Stage「シアターの女神」公演で正式にチームKIVメンバーとして活動を開始する。5月から6月にかけて実施された『AKB48 37thシングル選抜総選挙』では67位で、アップカミングガールズに選出された。
2015年5月27日、チームN『ここにだって天使はいる』公演を以ってNMB48との兼任終了、HKT48専任に戻った。
2016年11月18日、同年12月に山口県で開催される日露首脳会談にあわせ、同県の特産品や観光地などを情報発信するPR特使「日露親善やまぐちPR特使」に任命される。
2019年4月28日、横浜スタジアムで開催された指原莉乃の卒業コンサート『指原莉乃 卒業コンサート 〜さよなら、指原莉乃〜』において、TWIN PLANETへの移籍が指原により進められていたことが発表された。10月6日、TWIN PLANETへ本所属。
2020年7月28日、自身の誕生日の前日に「たのシゲch.」（たのシゲちゃんねる）と題した単独YouTubeチャンネルを開設。
2021年8月22日、女性アイドルグループ「=LOVE」の9thシングル「ウィークエンドシトロン」（同月25日発売）に収録されるカップリング曲「ズッ友案件」の作詞を宮脇咲良（元HKT48）と共同で担当する。
9月19日、HKT48劇場「博多なないろ」公演でグループからの卒業を発表。2021年末での卒業となることが公式サイトで発表された。
12月27日、HKT48劇場公演でHKT48を卒業した。
2022年11月、初写真集『びびぐら 村重杏奈』（講談社）を発売。ViViが展開する「びびぐら」の第1弾である。
2023年6月、「たのシゲch.」の登録者数が10万人を超えた。
7月3日、クイズバラエティ番組『呼び出し先生タナカ』（フジテレビ系列）にて、村重と森日菜美、なえなの、えなこの4人でガールズユニットを結成しデビューすることを発表。ユニット名は8月8日開催のお台場冒険王2023で、観客から最も支持を得た「東京湾岸がーるず」に決定した。
2025年1月24日に公開された映画『悪鬼のウイルス』で初出演にして初主演を務める。

## 人物
父親が日本人、母親がロシア人。三姉妹の長女であり、妹のマリア、エリカはいずれもワタナベエンターテインメント九州事業本部に所属する元子役。このほか、弟が1人いる。ロシア語が堪能である。ロシアに2012年6月時点では7回渡航したことがあり、自宅ではロシア語で会話していて、Google+で度々「ロシア語講座」と題した動画を投稿していた。HKT48劇場における自己紹介もロシア語で始めていた。
愛称は、ロシア語でアンナ（Анна）の愛称である「あーにゃ（Аня）」。自分では「村重」と言うことが多い。自身のファンを「しげっこ」と呼んでいる。
トマト、ピリメニ（ロシア料理）を好む。
性格については、HKT48劇場初代支配人の佐藤和也曰く「誰にでも、グイグイ接していきます。例え初対面の方であっても、遠慮なくグイグイいきます。さらに調子に乗ると、半端なくグイグイいきます…。」とのこと。
「芸人志望」であり、レッスン時に着用するTシャツに「芸人志望」と書かれたものを選ぶほどだった。元々はボケをやりたかったが『HKTBINGO!』でツッコミの才能があると言われて以降はツッコミをやるようになった。また、「HKT48のバラエティー班」と自称する中西智代梨が『R-1グランプリ』への参戦を表明すると、自らも関係者に直訴して2013年大会にエントリーする。ただし、この時の結果は2回戦敗退であった。
将来的には指原莉乃と同じ太田プロダクションへの加入を希望していたものの、所属は叶わなかった。しかし、TWIN PLANETへの移籍が指原の奨めによって実現し、以降も指原莉乃の愛弟子として公言し、バラエティ番組への出演が増加している。
歯に衣を着せぬトークを武器とするが、マナーは弁えており、イベントでの一部の観客のマナー違反に対して、Google+で苦言を呈したことがある。
好きなお笑い芸人はNON STYLEである。
左利き。
小学生の頃は視力Aだったが、その後低下してコンタクトや眼鏡を使用している。
KUMONに7年間通っていたが「勉強嫌い」と公言しており、学校のテストの成績が惨憺たる状況にあることを自ら公表したことがある。
ストレスで激太りした過去から巨乳であることがコンプレックスだったが、痩せようと努力したら、なんかちょっといい感じかもと思えて、周りからも褒めてもらえるようになり、自分と向き合って、努力した自分がいたから、自信が持てるようになり、気持ちも前向きになり、巨乳であることも好きになれたと公表している。

### HKT48
キャッチフレーズは、「Всем привет. Я Вас очень очень люблю（フシェム プリヴェット。ヤー ワス オーチン オーチン リュブリュー）。 ロシアとのハーフの、あーにゃこと村重杏奈です」。前半のロシア語の部分は「皆さん、こんにちは。私は皆さんのことがとってもとっても大好きです。」の意。
HKT48のメンバーからは「しげあん」や名字である「村重」とも呼ばれていた。
先述の通り、人と「グイグイ」接するためか、HKT48のマネージャーから「声が耳に突き刺さるね」と言われ、メイク担当のスタッフからは「だまれ 村重。」と苦情のメモを残されたこともあるが、本人は意に介さず「あたしドMだからそういう言葉嬉しいです」とコメントした。
AKB48グループのメンバーとも交流があり、松井玲奈が会長を務める非公式ユニット「メロンパン同盟」に加入した。ただし、福本愛菜のNMB48卒業に伴い、会長・松井玲奈と副会長・島崎遥香が相談の上、「あいにゃんの居ないメロンパン同盟は有り得ない」との結論を出して2013年7月1日付けで同ユニットの解散が発表された。
高橋朱里とは『マジすか学園3』撮影前から仲が良く、他の『マジすか学園3』参加メンバーとも「グイグイ選抜」なるものを結成し、動画を撮影、Google+に投稿するなどしていた。

## 参加曲

### シングル
HKT48名義
- スキ!スキ!スキップ!（2013年3月20日） - EAN 4988005747150。
- お願いヴァレンティヌ（2013年3月20日） - EAN 4988005747150。
- 片思いの唐揚げ（2013年3月20日）あまくち姫名義 - EAN 4988005747150。
- メロンジュース（2013年9月4日） - EAN 4988005779595。
- そこで何を考えるか?（2013年9月4日） - EAN 4988005779595。
- 希望の海流（2013年9月4日）あまくち姫名義 - EAN 4988005779618。
- 桜、みんなで食べた（2014年3月12日） - EAN 4988005814586。
- 君はどうして?（2014年3月12日） - EAN 4988005814586。
- 昔の彼氏のお兄ちゃんとつき合うということ（2014年3月12日）Team KIV名義 - EAN 4988005814593。
- 君のことが好きやけん（2014年3月12日） - EAN 4988005814616。
- 夏の前（2014年9月24日）Team KIV名義 - EAN 4988005837844。
- 12秒（2015年4月22日） - EAN 4988005877222。
- ロックだよ、人生は…（2015年4月22日） - EAN 4988005877222。
- ハワイヘ行こう （2015年4月22日）Team KIV名義 - EAN 4988005877246。
- 夢見るチームKIV（2015年11月25日） Team KIV名義 - EAN 4988031129210。
- 恋の指先（2015年11月25日） - EAN 4988031129234。
- HKT城、今、動く（2016年4月13日）プラチナガールズ名義 - EAN 4988031148921。
- 夢ひとつ（2016年9月7日）穴井千尋と仲間たち名義 - EAN 4988031177365。
- Go Bananas!（2016年9月7日）HKT48 Team KIV名義 - EAN 4988031177389。
- 僕だけの白日夢（2017年2月15日）プラチナガールズ名義 - EAN 4988031207345。
- HKT48ファミリー（2017年2月15日） - EAN 4988031207406。
- ぐにゃっと曲がった（2017年8月2日）ダイヤモンドガールズ名義 - EAN 4988031235393。
- 恋するRibbon!（2017年8月2日）村重選抜名義 - EAN 4988031235409。
- 会いたくて嫌になる(2018年5月2日)やっぱりみたらし団子名義
- 意志（2019年4月10日）
- 誰より手を振ろう（2019年4月10日）
- いつだってそばにいる（2019年4月10日）
- 3-2（2020年4月22日）
- 青春の出口（2020年4月22日）
- 君とどこかへ行きたい(2021年5月12日)

NMB48名義
- 休戦協定（2014年11月5日）Team N名義 - EAN 4571487555117。
- 恋愛ペテン師（2015年3月31日）Team N名義 - EAN 4571487556848。

AKB48名義
- あの日の風鈴（2012年8月29日）ウェイティングガールズ名義 - EAN 4988003426774。
- 初恋バタフライ（2012年12月5日）HKT48名義 - EAN 4988003429744。
- ウインクは3回（2013年12月11日）HKT48名義 - EAN 4988003445201。
- KONJO（2014年2月26日）Talking Chimpanzees名義 - EAN 4988003450106。
- チューインガムの味がなくなるまで（2014年8月27日）アップカミングガールズ名義 - EAN 4988003454524。
- マドンナの選択（2015年12月9日）れなっち総選挙選抜名義 - EAN 4988003479077。
- 2016年のInvitation（2016年8月31日）アップカミングガールズ名義 - EAN 4988003491482。
- イマパラ（2017年5月31日） - EAN 4988003504465。

### アルバム
NMB48名義
- 世界の中心は大阪や 〜なんば自治区〜（2014年8月13日）
  - イビサガール - EAN 4571487553489。
  - 電車を降りる Team N名義 - EAN 4571487553489。

AKB48名義
- 1830m（2012年8月15日）
  - 青空よ 寂しくないか? - EAN 4988003426767。
- 次の足跡（2014年1月22日）
  - ぽんこつブルース - EAN 4988003447991。
- ここがロドスだ、ここで跳べ!（2015年1月21日）
  - 僕たちのイデオロギー - EAN 4988003463168。

### 配信曲
HKT48名義
- タンスのゲン（2013年3月1日）
- 思い出にするにはまだ早すぎる（2021年6月20日）

### 劇場公演ユニット曲
HKT48名義
 チームH 1st Stage「手をつなぎながら」
- Glory days
- チョコの行方（チームH発足前）

チームH 「博多レジェンド」公演
- 天国野郎
- ガラスのI LOVE YOU（宮脇咲良のユニットアンダー）
- 制服レジスタンス（指原莉乃のユニットアンダー）

ひまわり組「パジャマドライブ」公演
- 鏡の中のジャンヌ・ダルク

チームKIV 1st Stage「シアターの女神」
- 嵐の夜には
- ロッカールームボーイ（下野由貴のユニットアンダー）
- キャンディー（本村碧唯のユニットアンダー）
- 初恋よ こんにちは（植木南央のユニットアンダー）

チームKIV 2nd Stage「最終ベルが鳴る」
- ごめんね ジュエル
- おしべとめしべと夜の蝶々（多田愛佳、田中優香のユニットアンダー）
- 15人姉妹の歌（植木南央のユニットアンダー）

ひまわり組「ただいま恋愛中」公演
- 純愛のクレッシェンド

NMB48名義
チームN 3rd Stage「ここにだって天使はいる」
- 何度も狙え!
- 初めての星
- 100年先でも

## 出演

### テレビドラマ
- マジすか学園3 第5話 - 最終話（2012年8月18日 - 10月6日、テレビ東京） - ジョビジョビッチ 役
- マジすか学園4 第1話（2015年1月20日、日本テレビ） - シベリア 役
- 勇者ヨシヒコと導かれし七人 第9話（2016年12月3日、テレビ東京） - ルージュのメンバー 役
- ONE DAY〜聖夜のから騒ぎ〜 第8話・第9話（2023年11月27日・12月4日、フジテレビ） - 真緒 役[36]

### テレビ
- why not？～私たちの働き方～（2021年4月3日 - 2022年3月26日、BS12 トゥエルビ）[37][注 3]
- 呼び出し先生タナカ（2022年4月24日、フジテレビ） - 生徒として不定期出演
- サスティな!〜こんなとこにもSDGs〜（2023年1月7日 - 21日、フジテレビ）- スペシャルMC[注 4]
- オールナイトフジコ（2023年4月15日 - 2025年3月22日、フジテレビ）[40]
- ぽかぽか（2023年11月7日 - 、フジテレビ） - 火曜コーナーに不定期出演
- わがまま!気まま!旅気分 村重杏奈のしげさんぽ ～村重とトモダチになってください!～（2023年11月25日、TSSテレビ新広島）[41]
- はてなのてん（2024年10月5日 - 、TVQ） - MC[42]
- 逃走中〜大みそかSP〜（2024年12月31日、フジテレビ）

### テレビアニメ
- AKB0048（2012年） - 空港アナウンス 役、アリョーナ 役
- AKB0048 next stage（2013年） - アリョーナ 役

### ラジオ
- しげっこ団のミッションナイト（2014年12月6日 - 2015年8月29日、LOVE FM）[43]

### CM
- ロッテ ガーナチョコレート『Everyday, Choco-motion!』ガーナフォンデュ編（2014年）

### 映画
- 悪鬼のウイルス（2025年1月24日、イオンエンターテイメント） - 主演・茅野日名子 役[44]

### 舞台
- 吉本新喜劇「マジで忠臣蔵!! 完全版」（2013年4月3日、イムズホール）[45]
- HKT48指原莉乃座長公演（2015年4月8日 - 23日、明治座 / 8月15日 - 31日、博多座） - おミソ 役[46]

### ウェブテレビ
- カンニング竹山の土曜The NIGHT（2020年6月14日、ABEMA）[47]

### ウェブドラマ
- 恋愛デスマッチ「国宝級彼氏オーディション」 第1話（2023年2月22日 - 配信開始、Hulu） - 向井 役[48]
- いつだって究極の選択（2025年1月6日、YouTube 他） - 遠藤家の長女 役[49]
  - いつだって究極の選択 シーズン2（2025年6月2日、TikTok）[50]

### ランウェイ
- GirlsAward
  - Rakuten GirlsAward 2023 AUTUMN/WINTER（2023年9月30日、幕張メッセ）[51]
  - Rakuten GirlsAward 2024 SPRING/SUMMER（2024年5月3日、国立代々木競技場第一体育館）[52]
- 東京ガールズコレクション
  - REATEs presents TGC KITAKYUSHU 2023 by TOKYO GIRLS COLLECTION（2023年10月7日、西日本総合展示場新館）[53]
  - TGC teen 2023 Winter supported by SIW2023（2023年11月12日、LINE CUBE SHIBUYA）[54]
  - oomiya presents TGC WAKAYAMA 2024 by TOKYO GIRLS COLLECTION（2024年2月3日、和歌山ビッグホエール）[55]

### イメージキャラクター
- 株式会社HRC TOLEETY（トゥリーティ）（2024年2月 - ） - 共同開発にも携わる[56]

### MV
- フジコーズ「ウェーイ TOKYO」（2023年）[57]

## 書籍

### 写真集
- びびぐら 村重杏奈（2022年11月5日、講談社「別冊ViVi」、ISBN 978-4-06-530215-6）[24][25]
- 東京湾岸がーるず写真集 えもなむ（2023年11月8日、講談社）ISBN 978-4-06-533309-9

## その他
- 山口県和木町PR大使[58]。